# Liste geschlossener neuapostolischer Kirchen in Deutschland
Die Liste geschlossener neuapostolischer Kirchen in Deutschland führt Kirchengebäude der Neuapostolischen Kirche in Deutschland auf, die geschlossen wurden. Nach der Kirchenschließung wurden oder werden sie verkauft, umgebaut oder abgerissen. – Diese Zusammenstellung erhebt keinen Anspruch auf Vollständigkeit.

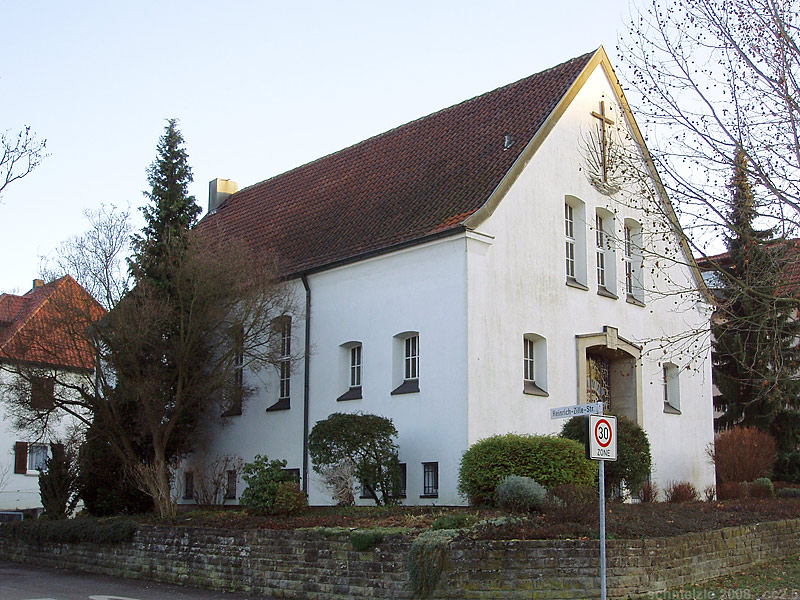
Ehemalige Kirche in Heilbronn-Neckargartach

## Neuapostolische Kirche Berlin-Brandenburg
- Angermünde:
  - Stadtteil Görlsdorf: geschlossen[1]
- Berlin
  - Ortslage Albrechtshof: 1965 Versammlungsstätte aufgrund der Lage an der DDR-Grenze geschlossen, Gemeinde Albrechtshof der Gemeinde Falkensee angeschlossen.[2]
  - Ortsteil Charlottenburg: 2007 geschlossen, an die Akademie für Internationale Bildung verkauft
  - Ortsteil Kreuzberg: in den 1990er Jahren geschlossen,[3] 1999 abgegeben an Aleviten
  - Ortsteil Lankwitz: 2007 geschlossen
  - Ortsteil Lichtenberg: 2018 geschlossen, an dieser Stelle soll ein Wohnungsneubau entstehen; das Gebäude wurde 2022 abgerissen[4]
  - Ortsteil Mahlsdorf: geschlossen
  - Ortsteil Neukölln: 2007 geschlossen, verkauft, Umbau zu Moschee geplant[5]
  - Ortsteil Steglitz: am 29. Oktober 2006 geschlossen.
  - Ortsteil Staaken: am 15. Dezember 1948 Versammlungsstätte eingeweiht, 1950 selbständige Gemeinde gegründet,[6] am 13. Mai 2007 geschlossen, der Gemeinde Berlin-Haselhorst angeschlossen
  - Ortsteil Tempelhof: 2007 geschlossen, an islamischen Kulturverein verkauft.
  - Ortsteil Wedding: am 23. Oktober 2005 geschlossen.
  - Ortsteil Weißensee: am 30. Dezember 2018 geschlossen, und von einem Käufer zu einem Wohnhaus umgebaut.
  - Ortsteil Wilhelmstadt: am 23. April 1993 geschlossen.
- Calau: Gemeinde um 2019 aufgelöst und der Gemeinde Spreewald in Lübben angeschlossen.[7]
- Dallgow/Elstal: am 30. August 1953 selbständige Gemeinde gegründet,[8] 1998 Gemeinde aufgelöst und in die Gemeinde Falkensee integriert[9]
- Doberlug-Kirchhain: Gemeinde aufgelöst und der Gemeinde Finsterwalde angeschlossen.
- Döbern: Gemeinde aufgelöst und der Gemeinde Weißwasser angeschlossen.
- Falkensee:
  - Ortsteil Falkenhagen: 4. September 2019 letzter Gottesdienst und Entwidmung der Kirche, durch am 8. September 2019 geweihten Neubau ersetzt[10]
  - Ortsteil Finkenkrug: 1. September 2019 letzter Gottesdienst und Entwidmung der Kirche, Geschwister der Gemeinde Falkensee angeschlossen[11]
- Finowfurt: 1904 Gemeinde Finowfurt gegründet, 1908 Kirchengebäude eingeweiht, 2018 letzter Gottesdienst, profaniert, Gottesdienste fortan in Eberswalde.[12]
- Golßen: Kirche von 1968 bis 1970 erbaut,[13] Kirche wieder geschlossen, um 2019 Gemeinde aufgelöst und der Gemeinde Spreewald in Lübben angeschlossen.
- Groß Lindow: 2009 letzter Gottesdienst, Kirche soll verkauft werden[14]
- Luckau: 1967 Kirche erbaut,[15] am 11. März 2020 Kirche profaniert.[16]
- Lübben: am 11. März 2020 Kirche profaniert, durch 2020 geweihten Neubau ersetzt.
- Lübbenau/Spreewald: am 11. März 2020 Kirche profaniert.
- Peitz: Gemeinde aufgelöst und der Gemeinde Jänschwalde angeschlossen.
- Prenzlau: geschlossen[17]
- Schönwalde: Anfang 1959 Gemeinde Schönwalde aufgelöst und der Gemeinde Falkensee angeschlossen.[18]
- Welzow: Gemeinde aufgelöst und der Gemeinde Spremberg angeschlossen.

## Neuapostolische Kirche in Nord- und Ostdeutschland

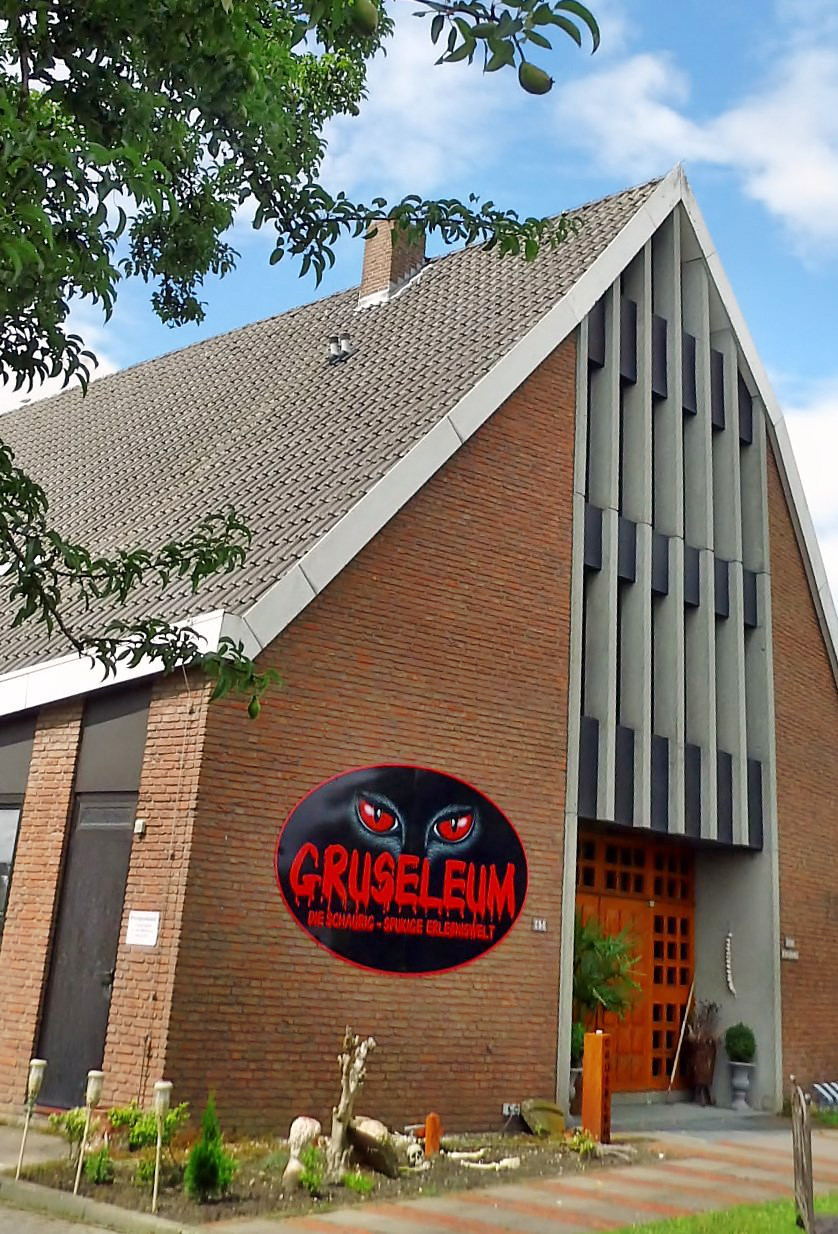
Ehemalige neuapostolische Kirche Hooksiel, jetzt Gruselmuseum

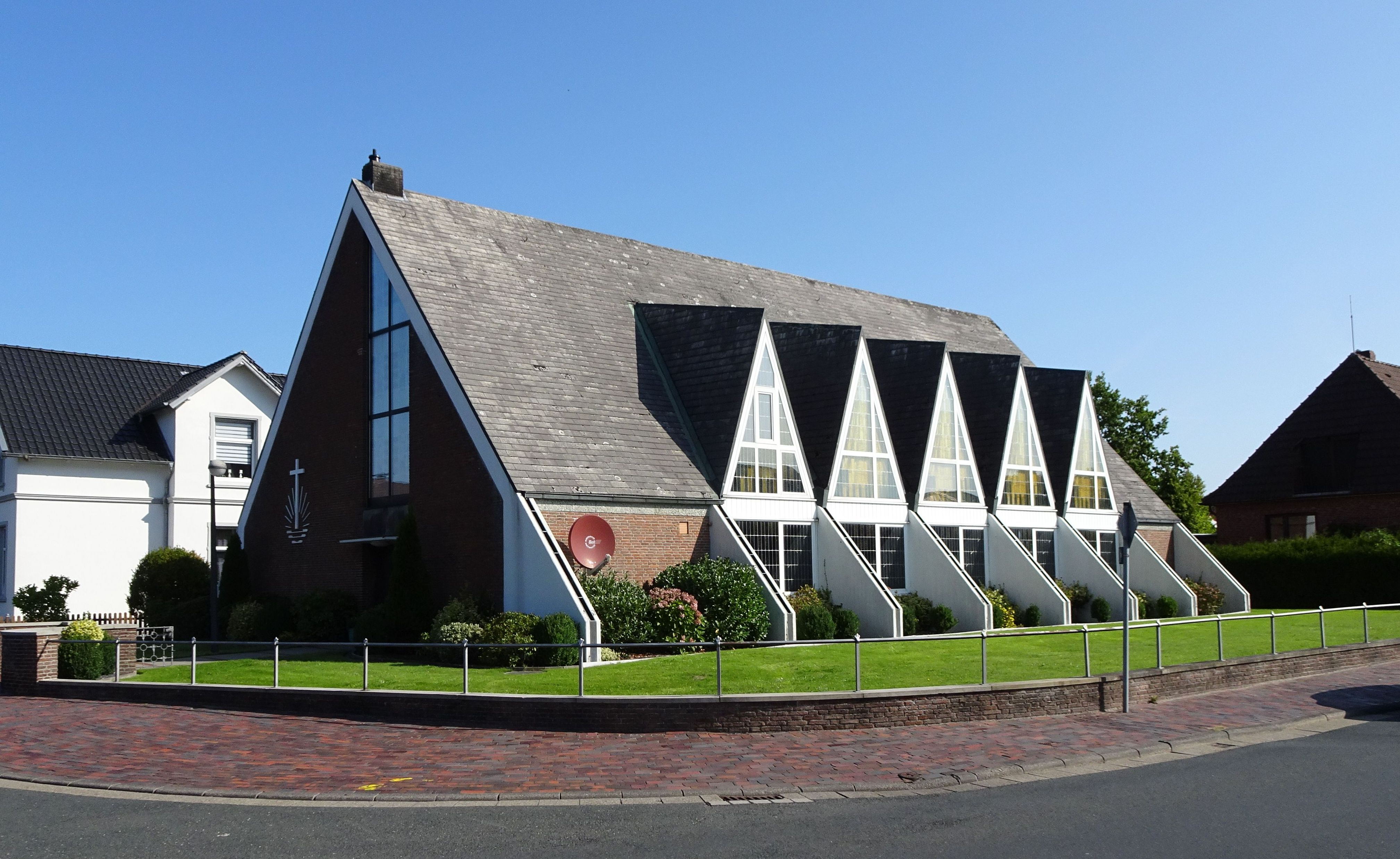
Ehemalige neuapostolische Kirche Jever

- Aken (Elbe): Kirche 2017 oder früher geschlossen[19]
- Arneburg: geschlossen und abgerissen.
- Bad Gandersheim: 2007 geschlossen.
- Bad Grund: 2007 geschlossen, zu Wohnhaus umgebaut
- Bad Lausick: 2012 geschlossen, Übergang der Mitglieder nach Borna und Naunhof.
- Bad Lauterberg im Harz:
  - Stadtteil Bartolfelde: 1993 Gemeinde aufgelöst.
- Bergen (Landkreis Celle): Gemeinde 2016 aufgelöst[20]
- Bernburg (Saale): Im November 1894 geweiht, am 6. Mai 2015 entwidmet, durch Neubau auf anderem Grundstück ersetzt[21]
- Bodenburg: 2011 geschlossen[22]
- Bodenfelde: 1968 erbaut, 2013 geschlossen, 2015 zum Therapiezentrum umgebaut[23][24]
- Bodenwerder: 2018 geschlossen
- Brake (Unterweser):
  - Stadtteil Lockfleth: im September 2021 geschlossen
  - Stadtteil Kirchhammelwarden: am 6. Oktober 1991 geschlossen.
- Braunlage: 1965 eingeweiht, 2011 geschlossen.
- Braunschweig:
  - Stadtteil Westliches Ringgebiet: 2012 geschlossen.
- Bremen:
  - Stadtteil Aumund: am 26. November 1972 geschlossen.
  - Stadtteil Blumenthal: Baubeginn: Juli 1960 (Lüssumer Straße/Ecke Burgwall), Weihe: 21. Dezember 1960 durch Apostel Schumacher; Umbau 1986; am 1. Oktober 2008 geschlossen. Die zuletzt 130 Mitglieder wurden in die Gemeinde Bremen-Vegesack integriert.
  - Stadtteil Findorff: Die Gemeinde wurde mit den Gemeinden Bremen-Ostertor und Bremen-Neustadt zur neuen Gemeinde Bremen-Mitte vereinigt. Kirchengebäude von 1950, Augsburger Straße 38, wurde 2012 abgerissen. An seiner Stelle entstand die Kirche der neu geschaffenen Gemeinde Bremen-Mitte.[25]
  - Stadtteil Grohn: am 16. Juli 1987 geschlossen.
  - Stadtteil Hemelingen: am 1. Januar 2004 geschlossen.
  - Stadtteil Neustadt: am 22. Juli 2012 geschlossen.
  - Stadtteil Ostertor: gebaut 1969/70, am 18. September 2016 geschlossen. 2019 abgerissen und durch Eigentumswohnungen ersetzt.
  - Stadtteil Schwachhausen: 1994 geschlossen.
  - Stadtteil Woltmershausen: 1993 geschlossen.
- Bremerhaven:
  - Stadtteil Leherheide: Kirche im Mecklenburger Weg 3 ist entwidmet, Gemeindeglieder wurden in die Gemeinde Bremerhaven-Geestemünde integriert.
  - Stadtteil Wulsdorf: Kirche in der Hildesheimer Straße 9 ist entwidmet, Gemeindeglieder wurden in die Gemeinde Bremerhaven-Geestemünde integriert.
- Brome: in den 1970er Jahren erbaut, 2005 geschlossen
- Brunsbüttel: 2000
- Clausthal-Zellerfeld: 2014 geschlossen[26]
- Cuxhaven: Die Kirche wurde am 28. August 1954 eingeweiht. Am 25. Februar 2018 erfolgte die Zusammenführung der Gemeinden Cuxhaven und Sahlenburg zur neuen Gemeinde Cuxhaven, die nur noch die Kirche in Sahlenburg nutzt. Der letzte Gottesdienst in der Kirche in Cuxhaven, Theodor-Storm-Straße 2, fand am 30. Mai 2018 statt.[27] Die Kirche wurde zum Verkauf angeboten.[28]
- Damme: am 4. Oktober 2017 geschlossen.
- Delligsen: 1983 erbaut, 2005 geschlossen, zu Wohngebäude umgebaut
- Dornum: Der letzte Gottesdienst fand 2015 statt; die Gemeindeglieder wurden in die Gemeinden in Esens und in Neuschoo aufgenommen.[29] Das Gebäude soll als Wohn haus umgebaut werden und wurde Ende 2020 verkauft.[30]
- Duingen: 2014 geschlossen.
- Egeln: 1902 erster Gottesdienst in Egeln in einer Wohnung, 3. Dezember 1903 erster Kirchenraum geweiht, 31. März 1990 neue Kirche geweiht, 30. Januar 2022 letzter Gottesdienst und Profanierung der Kirche, Verteilung der Geschwister auf umliegende Gemeinden.[31]
- Eilenburg: 1929 Gemeinde gegründet, 2021 Gemeinde aufgelöst, 9. Januar 2022 letzter Gottesdienst und Profanierung des angemieteten Kirchenraumes[32]
- Einbeck: 1986 erbaut, 2014 geschlossen und an Pädagogisch-Therapeutisches Förderzentrum verkauft.[33]
- Elbingerode (Harz): 2017 geschlossen[34]
- Ellrich: 2005 geschlossen.
- Elsfleth: am 5. Juni 2005 geschlossen.
- Elsterwerda: 1955 Kirche eingeweiht, 2020 entwidmet, 2022 verkauft, als Wohnhaus umgebaut[35]
- Elze: Gottesdienste bis September 2013, danach entwidmet.[36]
- Eschershausen: 1899 Gemeinde gegründet, 1974 Kirche eingeweiht, 23. Juni 2019 letzter Gottesdienst[37]
- Flensburg
  - Stadtteil Mürwik: 1949 Gemeindegründung, 5. November 1986 Einweihung, 29. September 2019 Entwidmung.
  - Stadtteil Weiche: um 2000 geschlossen, derzeit Trauerhalle eines Bestattungsunternehmens.
- Frauenwald: 26. November 1952 Kirchenneubau geweiht, 1953 Gemeinde gegründet, 20. Juni 2021 Kirche entwidmet, der Gemeinde Schmiedefeld angeschlossen.[38]
- Freden: 2014 geschlossen.
- Friedland am 9. Januar 2022 entwidmet.[39]
- Gehrden: 1969 erbaut, 2011 geschlossen, verkauft, 2012 abgerissen.
- Glückstadt: Kirche von 1972, Herzhorner Straße / Im Lübschen Recht, 2013 entwidmet. Die Gemeinde fusionierte mit den Gemeinden in Elmshorn und Horst.[40]
- Grimma: 11. Oktober 2020 geschlossen[41]
- Gröningen: 2006 Gemeinde aufgelöst, ehemaliges Kirchengebäude wird seit 2007 von Kleintierzuchtverein Gröningen als Vereinshaus genutzt.[42]
- Güsten: aufgegeben.
- Hagenburg: wurde der Gemeinde Wunstorf angeschlossen.
- Hannover
  - Stadtteil Bothfeld
  - Stadtteil Kleefeld: um 2007 geschlossen.
  - Stadtteil Limmer, Sackmannstraße: 2010 geschlossen, 2012 abgerissen.[43]
  - Stadtteil Ricklingen: 1960 erbaut, 2006 geschlossen, verkauft, Nachnutzung als Atelier.
  - Stadtteil Wülfel: 1965 eingeweiht, 2013 entwidmet.[44]
- Hannoversch Münden 28. Februar 2013[45]
- Hemmoor: erbaut 1975, 08.09.2021 geschlossen, steht zum Verkauf
- Herzberg am Harz: 1971 erbaut, 2007 geschlossen, Nachnutzung als Physiotherapiepraxis.
- Hessisch Oldendorf: ab 1957 selbstständige Gemeinde, 31. Dezember 2001 geschlossen und der Gemeinde Hameln angeschlossen.
- Höxter: 2009 geschlossen[46]
- Ilsenburg (Harz): 2017 geschlossen.[34]
- Jever: Die Gemeinde Jever fusionierte am 18. September 2022 mit der Gemeinde Heidmühle. Der Name der neuen Gemeinde lautet Neuapostolische Kirchengemeinde Schortens. Die Sonntagsgottesdienste finden seit dem Zusammenschluss in Schortens statt, während die Mittwochgottesdienste bis November 2024 noch in Jever angeboten wurden.[47] Nach einem Neubau in Schortens soll die Kirche in der jeverschen Sophienstraße aufgegeben werden.
- Kalbe: 2012 geschlossen.
- Katlenburg-Lindau, Ortsteil Katlenburg: 1992 oder 1993 eingeweiht, 2008 geschlossen, verkauft und zu Wohnhaus umgebaut.[48]
- Kropp: 24.06.2012 Kirche entwidmet, der Gemeinde Schleswig angeschlossen.[49]
- Leipzig
  - Stadtteil Eutritzsch: 2007 geschlossen.
- Lemwerder: geschlossen am 25. März 2015, Gemeindeglieder in die Gemeinde Bookholzberg (Gemeinde Ganderkesee im Landkreis Oldenburg) integriert.
- Lüchow: 1962/63 Kirche erbaut, 1963 eingeweiht, 2016 geschlossen, profane Nachnutzung.
- Malchow: in den 2010er Jahren geschlossen, später von Adventgemeinde Malchow der Siebenten-Tags-Adventisten genutzt
- Markranstädt: Mietvertrag des Gebäudes zum Oktober 2022 ausgelaufen. Letzter Gottesdienst und Schließung der Gemeinde zum 9. Oktober 2022[50][51]
- Meinersen: Kirche von 1985, 2015 geschlossen und verkauft, Nachnutzung als Ortsarchiv.[52][53]
- Merseburg-Süd: 2011 geschlossen[54]
- Naunhof: 20. September 2020 geschlossen,[55] Grundstück und Gebäude wurden verkauft.
- Neustrelitz: 2. April 2023 geschlossen, seit dem 7. April 2023 in den Gemeinden Fürstenberg/Havel und Neubrandenburg aufgegangen.[56]
- Nörten-Hardenberg: 2008 geschlossen, zu Wohngebäude umgebaut.
- Norden (Ostfriesland): Die Kirche wurde im Mai 2015 geschlossen und die Restgemeinde mit der neuapostolischen Gemeinde Marienhafe vereinigt[57]
- Nordstemmen: Die am 21. November 1980 geweihte Kirche wurde am 30. November 2011 wieder entwidmet und 2014 verkauft.[58]
- Oelzschau: Erster Evangelisationsgottesdienst 11. September 1947, Gemeindegründung 1948, 1949 Anmietung einer Baracke als Kirchengebäude, Dezember 1971 Kauf des Grundstückes, 1972 Umbaumaßnahme des Kirchengebäudes, 1988 Abriss und Neubau der Kirche, 8. Januar 2009 Profanierung der Kirche und Schließung der Gemeinde und späterer Verkauf des Grundstückes. Überweisung der ehemaligen Mitglieder auf eigenen Wunsch in die umliegenden Gemeinden Bad Lausick, Borna, Leipzig (Mitte) und Naunhof. Seit den 2010er Jahren nutzt Uwe Oberthür das Gebäude als Kostüm- und Requisitenwerkstatt des Theaters Musical mobil.
- Oldenburg
  - Stadtteil Kreyenbrück: am 25. November 2015 mit den Gemeinden Mitte und Ofenerdiek zusammengelegt, Kirche geschlossen.
  - Stadtteil Ofenerdiek: am 25. November 2015 mit den Gemeinden Mitte und Kreyenbrück zusammengelegt, Kirche geschlossen, 2018 abgerissen.
  - Stadtteil Osternburg: 1988 geschlossen.
- Oranienbaum-Wörlitz
  - Ortsteil Oranienbaum: 2007 geschlossen.
- Osterholz-Scharmbeck: Die Kirche am Klosterkamp 9 wurde am 28. Juni 2015 entwidmet. Die Gemeinde wurde aufgeteilt und in die umliegenden neuapostolischen Kirchengemeinden Ritterhude, Hambergen und Lilienthal überwiesen[59]
- Osterode am Harz: 1926 Gemeinde gegründet, 1964/65 Kirche erbaut, 2020 Kirche entwidmet, das Kirchengebäude wurde verkauft.
- Papenburg: Die Kirche wurde vor dem 2. August 2011 geschlossen.[60]
- Parey: Am 14. Februar 2010 fand in der Kirche der letzte Gottesdienst statt,[61] die Gläubigen wurden an die Kirche in Genthin verwiesen.
- Pattensen, Ortsteil Schulenburg: 1987 erbaut, 2009 Kirchengemeinde aufgelöst, Kirchengebäude verkauft, wird inzwischen von einer Firma zur Herstellung von Schiffsbeleuchtungen genutzt.
- Peine: 2012 geschlossen, 2013/14 zu einem Konzertsaal umgebaut.
- Plau am See: 2014 geschlossen, steht als vielseitige Mehrzweckimmobilie zum Verkauf.
- Quedlinburg, 2004 geschlossen
- Rinteln, Eichendorffweg: um 1980 erbaut, 2010 geschlossen[62]
- Salzgitter
  - Stadtteil Barum: 1973 eingeweiht, seit etwa 2003 geschlossen.
  - Stadtteil Gebhardshagen: 1972 eingeweiht, 2007 geschlossen.
  - Stadtteil Thiede: 1966 eingeweiht, 2010 geschlossen, 2014 abgerissen.
- Sankt Andreasberg: 2005 Gemeinde aufgelöst.
- Schafstädt: Schließung der Gemeinde am 16. Oktober 2022. Überweisung der Gemeindemitglieder nach Mücheln.
- Schellerten: 2007 geschlossen.
- Schladen-Werla:
  - Ortsteil Schladen: 2008 Gemeinde aufgelöst, sie war die älteste Gemeinde der Neuapostolischen Kirche Mitteldeutschland, Kirche verkauft.
- Schöppenstedt: 1973 erbaut, 2007 geschlossen.
- Schortens:
  - Stadtteil Middelsfähr: Die Kirche an der Verbindungsstraße 13 wurde vor dem 15. März 2006 geschlossen.[63]
- Schwanebeck: 1983–87 erbaut, 2007 geschlossen, verkauft.
- Sörup: 1971 erbaut, 23.3.2017 Entwidmung, verkauft und abgerissen.
- Stadt Seehausen: 2010 der Gemeinde Oschersleben angeschlossen.[64]
- Seeland, Ortsteil Gatersleben: 2010 geschlossen[65]
- Seelze: 2005 geschlossen, profane Nachnutzung.
  - Stadtteil Letter: 2005 geschlossen, seit 2006 St.-Ansgar-Kapelle der Priesterbruderschaft St. Pius X.
- Sehnde: 2006 geschlossen, an Evangelisch-Freikirchlicher Gemeinde übergeben.
- Soltau-Süd: 1929 als Kirche der Gemeinde Soltau erbaut, 1953 mit dem Bau der Kirche im Lönsweg in Soltau-Süd umbenannt, 1994 nach Zusammenlegung der Gemeinden verkauft und als Wohnhaus umgebaut.[66]
- Stadland:
  - Ortsteil Rodenkirchen: am 1. Januar 2006 geschlossen, zu einem Wohnhaus umgebaut.
- Steimbke: 2005 geschlossen, zu Wohnhaus umgebaut.
- Suderburg: 2013 geschlossen und Gemeinde nach Uelzen verlegt, 2017 von der Ostfalia Hochschule übernommen[67]
- Syke: Die Kirche an der Gesseler Straße 39 ist seit Mai 2014 geschlossen. Die Gemeindemitglieder wurden an die neuapostolische Gemeinde in Weyhe überwiesen.[68] Über eine Nachnutzung des Gebäudes ist noch nichts entschieden. Diskutiert wird in der Syker Stadtverwaltung, das Gebäude in einen Kindergarten oder in eine Kinderkrippe umzuwandeln (Stand 2015).[69]
- Tannenberg: 2014 letzter Gottesdienst[70]
- Teterow: geschlossen.
- Thale: 2006 letzter Gottesdienst.
- Thum: 2004 Gemeinde Thum der Gemeinde Ehrenfriedersdorf angeschlossen.
- Tostedt: Der letzte Gottesdienst fand 2014 statt.[71]
- Uetze, Ortsteil Hänigsen: 1959 erbaut, seit 2006 nicht mehr für Gottesdienste genutzt.
- Unterlüß: 1988 erbaut, vor 2013 geschlossen.
- Unterwellenborn, Ortsteil Könitz: 2005 geschlossen.
- Uslar: 2010 Gemeinde aufgelöst und Kirche verkauft[72]

- Wangerland

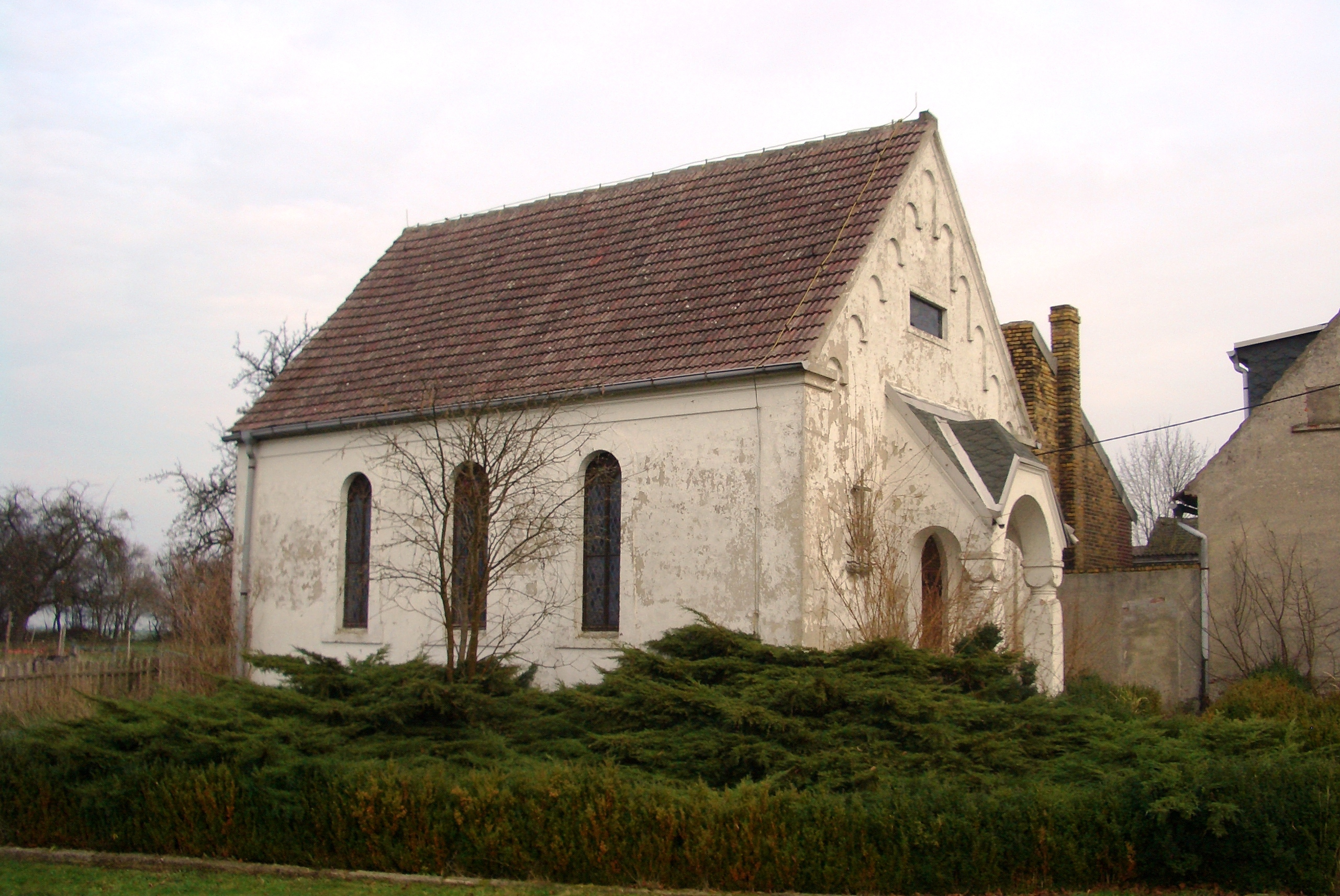
Kapelle Wahlsdorf von 1910

  - Ortsteil Hooksiel: Die Kirche wurde 2010 geschlossen.[73] Das Kirchengebäude wird seit April 2015 als Gruselmuseum genutzt.[74]
- Wedemark:
  - Ortsteil Mellendorf: 2005 geschlossen.
- Werlte: erbaut 1995, wurde verkauft
- Westerstede:
  - Stadtteil Ocholt: Die Kirche wurde Anfang 2015 geschlossen. Die verbliebenen Gemeindemitglieder sind der Westersteder Gemeinde angeschlossen worden[75]
- Wiesmoor: Die Kirche wurde am 26. Mai 2013 geschlossen.[76]
- Wietzendorf: 2011 geschlossen, das Gebäude wird als Bethaus einer freikirchlichen Vereinigung genutzt.
- Wilhelmshaven:
  - Stadtteil Aldenburg: Die Kirche an der Bentinckstraße 1 wurde mit dem Karfreitagsgottesdienst im Jahr 2001 geschlossen. Die verbliebenen Gemeindemitglieder wurden der neuapostolischen Gemeinde Wilhelmshaven-West angeschlossen.[77]
  - Stadtteil Altengroden: Die Kirche wurde vor dem 27. November 2011 geschlossen.[78]
  - Stadtteil Voslapp: Die Kirche in der Fedderwarder Straße wurde am 22. April 2013 profaniert und an einen privaten Nutzer verkauft. Ihre Funktion als Gotteshaus einer örtlichen Gemeinde verlor sie bereits 2001, wurde aber bis zu ihrer endgültigen Schließung als Aktionskirche genutzt.
  - Stadtteil Wilhelmshaven-Mitte: am 25. März 2018 geschlossen.
  - Stadtteil Wilhelmshaven-Süd: Die Versammlungsräumlichkeiten in der Rheinstraße 33 (1. Stock) wurden im Jahr 1996 aufgegeben. Die übrigen Gemeindemitglieder wurden in die neuapostolische Kirchengemeinde Wilhelmshaven-West integriert.[79]
  - Stadtteil Wilhelmshaven-West: In der Kirche an der Genossenschaftsstraße fanden seit Mai 2015 keine Gottesdienste mehr statt. Verbliebene Gemeindemitglieder wurden mit der neuapostolischen Gemeinde Wilhelmshaven-Nord vereinigt.[80] 2017 wurde das Gebäude an die russlanddeutsche Evangeliumschristen-Baptistengemeinde Gnade e.V. veräußert.
- Wittingen: 1975/76 erbaut, 2012 Gemeinde aufgelöst, Kirche verkauft.
- Wittmar: 2007 der Gemeinde Wolfenbüttel angeschlossen.
- Wittmund: Der letzte Gottesdienst fand am 25. Februar 2018 statt. Die verbliebenen Gemeindemitglieder wurden an die Gemeinde in Jever überwiesen.[81][82]
- Wörpen:
  - Ortsteil Wahlsdorf, Kapelle Wahlsdorf: 1895 neuapostolische Gemeinde in Wahlsdorf gegründet, 1910 Kapelle erbaut, 25. September 1910 eingeweiht, Kapelle Ende 2005 geschlossen, zum Verkauf angeboten (der nicht zustande kam), eines der ältesten noch erhaltenen neuapostolischen Kirchengebäude, Baudenkmal nach §2 Absatz 2 Ziffer 1 des Denkmalschutzgesetz des Landes Sachsen-Anhalt.[83][84]
- Wolfsburg:
  - Stadtteil Vorsfelde: um 2007 geschlossen, abgerissen, heute Bestattungsunternehmen auf dem Grundstück
- Zetel: Kirche, Danziger Straße, 2014 geschlossen und 2015 verkauft.[85]

## Neuapostolische Kirche Süddeutschland
- Augsburg:
  - Stadtteil Hochzoll: in Mietshaus umgewandelt, Gemeindeglieder integriert in die Gemeinde Augsburg, Stettenstraße.
  - Stadtteil Oberhausen: am 30. Juli 2000 geschlossen.
  - Stadtteil Stadtbergen: Gemeindemitglieder integriert in die Gemeinde Augsburg, Stettenstraße.
- Dießen am Ammersee, integriert in Weilheim.
- Dillingen: 2014 geschlossen und Gemeinde in Lauingen eingemeindet[86]
- Donaueschingen: 18. Juni 2015 letzter Gottesdienst, Schließung geplant[87]
- Dornhan, Stadtteil Marschalkenzimmern: 2015 geschlossen[88]
- Ebersbach an der Fils: Schließung im Januar 2019 nach der am 1. Januar 2017 erfolgten Fusion der drei früheren Gemeinden Albershausen, Uhingen und Ebersbach zur neuen Gemeinde Unteres Filstal. Geplant ist, für die drei aufgegebenen Gebäude eine neue Kirche in Uhingen zu errichten. Die Kirche in Ebershausen soll verkauft werden (Stand 2019).[89]
- Geretsried: 2015 profaniert, 2016 abgerissen.[90]
- Günzburg: 25. Januar 2015 letzter Gottesdienst, mit Leipheim zusammengelegt[91]
- Heilbronn:
  - Stadtteil Süd (Wielandweg): von 1960 bis 2010 genutzt und dann entwidmet.[92]
  - Stadtteil Biberach: 2006 geschlossen[93], 2011 von zwei Privatpersonen erworben und zum Vereinsheim der örtlichen Hells Angels umgebaut[94]
  - Stadtteil Klingenberg: 1959 erbaut, 2004 entwidmet, verkauft und zum Wohnhaus umgebaut.
  - Stadtteil Neckargartach: 1951 erbaut, 2009 wegen Bauschäden geschlossen, inzwischen zu Wohnhaus umgebaut[95]
- Heiningen: 2008 geschlossen.
- Kissing, gegründet ca. 1960, Gemeindemitglieder integriert in die Gemeinde Mering. Das Gebäude wurde an die Kommunalgemeinde Kissing verkauft.
- Landau an der Isar: Jahresende 2019 letzter Gottesdienst und Entwidmung der Kirche, der Gemeinde Dingolfing angeschlossen[96]
- Leimen: 2013 nach der Fusion der Kirchengemeinden Leimen, Sandhausen, Nußloch und Wiesloch im Jahr 2012 zum Kauf angeboten[97]
- Möglingen: 2007 geschlossen.
- München
  - Stadtteil Neuaubing: Nach Neueröffnung der Kirche in München-Laim 2013 geschlossen[98]
  - Stadtteil Pasing: 1933 Gemeinde gegründet, 5. September 2007 letzter Gottesdienst, in die Gemeinde München-Laim integriert[99]
- Muggensturm: 1966 Kirche eröffnet, inzwischen (2019 oder früher) geschlossen, der Gemeinde Malsch angeschlossen[100]
- Nußloch: 2014 nach der Fusion der Kirchengemeinden Leimen, Sandhausen, Nußloch und Wiesloch 2012 verkauft und 2015 abgerissen[97][101]
- Pfronten: um 1950 Gemeinde gegründet, 5. Januar 2020 letzter Gottesdienst, in die Gemeinde Füssen integriert.[102]
- Steinen: am 10. Oktober 2019 letzter Gottesdienst, in die Gemeinde Maulburg integriert.[103]
- Stuttgart
  - Stadtteil Neugereut: Kirche 2015 geschlossen, Kirchengemeinde der Gemeinde Stuttgart-Bad Cannstatt angeschlossen,[104] Kirchengebäude ab 2015 temporär als Jugendhaus vermietet[105].
  - Stadtteil Wangen: 1959 eingeweiht, 2012 letzter Gottesdienst, Kirchengemeinde der Gemeinde Stuttgart-Untertürkheim angeschlossen[106]
- Titisee-Neustadt, Ortsteil Neustadt im Schwarzwald: Oktober 1957 eingeweiht, 13. März 2022 letzter Gottesdienst und Entwidmung, Abriss und Neubau geplant[107]
- Treuchtlingen: am 17. Oktober 2004 geschlossen.[108]
- Villingen-Schwenningen, Stadtbezirk Villingen: 1909 erster Gottesdienst, 1924 Kirche erbaut, 8. Januar 2020 letzter Gottesdienst, der Gemeinde Schwenningen angeschlossen[109]
- Waiblingen, Stadtteil Beinstein: 1966/67 erbaut, 2014 geschlossen und anschließend verkauft[110]. Das Gebäude wurde mittlerweile zu einem Wohnhaus umgebaut.
- Waldkirch: 2017 geschlossen und Gemeinde in Denzlingen eingemeindet[111]
- Weitnau, Stadtteil Seltmans: 2017 geschlossen[112]
- Widdern: 1962 erbaut, 2003 verkauft

## Neuapostolische Kirche Westdeutschland
- Aachen
  - Stadtteil West (Moreller Weg): 15. März 2018 Profanierungsgottesdienst.[113]
  - Stadtteil Walheim: 24. September 2009 Profanierungsgottesdienst[114]
- Aldenhoven, Bourheimer Weg 14: 1969 erbaut, 27. März 2011 letzter Gottesdienst, 2014 zum Einfamilienhaus umgebaut.
- Alpen: 23. Oktober 2016 letzter Gottesdienst und Entwidmung der Kirche.[115]
- Alsdorf-Hoengen: 2021 geschlossen und profaniert. Gemeindemitglieder wurden in die Gmd. Alsdorf integriert
- Bad Essen: 2018 profaniert[116]
- Bad Vilbel-Gronau: 2005 geschlossen und mit Gemeinde Bad Vilbel Kernstadt zusammengelegt[117]
- Bedburg-Lipp: 2010 geschlossen, 2014 als Franziskuskirche der Alt-Heilig-Katholischen Kirche neu gesegnet[118][119]
- Bönen-Ost: 1961 Kirche an der Woortstraße erbaut, 2015 geschlossen, der Gemeinde Bönen-West angeschlossen[120]
- Castrop-Rauxel, Ortsteil Castrop, Bochumer Straße: 1966 erbaut, 2013 geschlossen, zum Verkauf angeboten[121]
- Darmstadt
  - Stadtteil Rheintor/Grafenstraße: 2017 geschlossen, danach abgerissen.
- Dortmund
  - Stadtteil Aplerbeck: 2013 geschlossen.
  - Stadtteil Aplerbeck-Nord (Aplerbecker Straße 328): 30. Dezember 1967 Kirche eingeweiht, 12. Januar 2020 letzter Gottesdienst und Entwidmung.[122]
  - Stadtteil Huckarde: 1952 erbaut, 2008 geschlossen, 2009 an den Islamischen Kulturverein Huckarde verkauft, zur Osman Gazi Moschee umgebaut[123]
  - Stadtteil Kley: 2015 nach längerem Leerstand an Alt-Katholische Kirche verkauft[124]
  - Stadtteil Lichtendorf: 1983 erbaut, 2010 geschlossen, zum Verkauf angeboten.
  - Stadtteil Nette: Nachnutzung von afrikanischer Kirchengemeinde.[125]
  - Nord: 9. November 2008 profaniert.[126]
  - Stadtteil Schüren, Niergartenstraße: 2013 geschlossen, zu Wohnhaus umgebaut[127]
- Duisburg
  - Stadtteil Meiderich, Reinholdstraße: 1964 erbaut, 2010 geschlossen.[128]
  - Stadtteil Meiderich, Vohwinkelstraße: seit 2008 Yunus Emre Moschee[129]
  - Homberg: 16. Februar 2011 profaniert, an Apostolische Gemeinschaft vermietet[130]
- Edenkoben: 2013 Kirche entwidmet[131]
- Enger: 2016 profaniert[132]
- Emsdetten: 2010 geschlossen, zu einer Sporthalle umgebaut.[133]
- Erftstadt, Stadtteil Lechenich: der Gemeinde Brühl angeschlossen, Kirche soll verkauft werden.
- Erzhausen: geschlossen.
- Eschweiler: nach der Flut im Jahr 2021 aus betriebswirtschaftlichen Gründen geschlossen. Die Gemeinde wurde zerschlagen und auf die umliegenden Gemeinden verteilt. Die Kirche wurde als Statik- und Architekturbüro umgebaut und genutzt.
- Essen
  - Stadtteil Karnap: 1967 erbaut, steht zum Verkauf.[134]
  - Stadtteil Stoppenberg: 1970 erbaut, 2009 geschlossen, als Kinderhaus vermietet.[135]
  - Stadtteil Werden: 1968 erbaut, zum Verkauf angeboten.
- Eversburg: 1958 gegründet, 2006 der Gemeinde Osnabrück-Mitte angeschlossen, 31. Dezember 2009 Kirche geschlossen[136][137]
- Extertal, Ortsteil Bösingfeld: 8. Februar 2020 Kirche profaniert.[138]
- Frankfurt am Main: Hier wurden seit 2011 sechs Gemeinden geschlossen.[139]
  - Eschersheim: 2011 geschlossen.
  - Fechenheim: 2018 geschlossen[140]
  - Frankfurt-Nied: 1937 geschlossen.
  - Frankfurt-Nordweststadt: 2011 geschlossen.
  - Rödelheim: 14. März 1937 geschlossen.
  - Schwanheim: 2011 geschlossen.
  - Südwest: 2012 geschlossen.
- Gelsenkirchen: drei Kirchen geschlossen.[141]
- Georgsmarienhütte: 2014 geschlossen, 2016  Ausstellungsraum.[142]
- Hamm, Stadtteil Heessen: 2011 geschlossen.[143]
- Hasbergen-Gaste: 2006 geschlossen, zum Wohnhaus umgebaut[144][145]
- Herne, Stadtteil Horsthausen: um 2000 geschlossen, zum Wohnhaus umgebaut[146]
- Herzogenrath-Merkstein: 2021 geschlossen und profaniert. Gemeindemitglieder wurden in die Gmd. Alsdorf integriert
- Hofgeismar: 1986 eingeweiht, 2015 geschlossen.[147]
- Hofheim: 15. Juni 2016 profaniert.[148]
- Hofheim (Taunus): 2018 geschlossen.[149]
- Kamp-Lintfort: 2008 geschlossen.[150]
- Kerzenheim: 2014 Kirche entwidmet.[151]
- Kevelaer: Kirche am 31. Dezember 2017 entwidmet.[152]
- Kirchlengern: Kirche wurde im Sommern 2019 geschlossen; die verbliebenen Gemeindemitglieder wurden an die neuapostolische Gemeinde Bünde überwiesen. Das Gebäude in Kirchlengern steht zum Verkauf.[153]
- Köln
  - Stadtteil Kalk: 1951 erbaut, 2010 an die Priesterbruderschaft St. Pius X. verkauft, seit 2011 Kapelle „Zu den Hl. Drei Königen“[154]
  - Stadtteil Nippes:
  - Stadtteil Raderberg: 2010 geschlossen.[155]
  - Worringen: 14. August 2010 profaniert.
- Lingen (Ems): 2019 Kirche entwidmet.[156]
- Menden, Stadtteil Lendringsen: 2008 geschlossen, Nachnutzung durch Pflegedienst[157]
- Mörfelden-Walldorf: 2008 erfolgte die Zusammenlegung der Gemeinden Mörfelden und Walldorf. Das Zentrum der vereinigten Gemeinde befand sich zunächst in Mörfelden. Am 13. August 2008 wurde in Walldorf ein neues Kirchengebäude eingeweiht. Nur elf Jahre später wurde die Gemeinde Mörfelden-Walldorf aufgelöst. Die offizielle Schließung wurde wegen der Corona-Krise erst am 28. November 2021 vollzogen.[158]
- Mülheim an der Ruhr
  - Stadtteil Heißen: zum Verkauf angeboten.[159]
  - Stadtteil Saarn: zum Verkauf angeboten.
- Neunkirchen/Saar: Letzter Gottesdienst 2013, wurde zu einer Zahnarztpraxis umgebaut.[160]
- Nonnweiler-Primstal: 2012 wurde die Kirche in Primstal aufgegeben und die Gemeinde nach Wadern integriert.
- Nordhorn, Stadtteil Blanke: 1971 Kirche eingeweiht, 30. Dezember 2012 letzter Gottesdienst[161]
- Oer-Erkenschwick, Stadtteil Klein-Erkenschwick: am 5. Oktober 2014 geschlossen
- Oerlinghausen: etwa 2012 geschlossen.[162] 2019 abgerissen.[163]
- Pracht: 2013 Kirche entwidmet.
- Saarburg-Niederleuken: 2010 geschlossen, 2013 zum Gemeindezentrum der evangelischen Kirchengemeinde umgebaut.[164]
- Solingen-Wald: letzter Gottesdienst 12. Oktober 2014.[165]
- Steinhagen, Ortsteil Brockhagen: Kirche 1978 erbaut, geschlossen und 2012 zum apostolischen Archiv Brockhagen umgebaut.
- Übach-Palenberg, Stadtteil Marienberg: 2009 geschlossen.
- Wesseling: der Gemeinde Brühl angeschlossen, Kirche soll verkauft werden.
- Wiesbaden-Schierstein: 2012 letzter Gottesdienst. Das Kirchengebäude wird seit Februar 2015 von der Freikirche der Siebenten-Tags-Adventisten genutzt.[166]
- Witten: 31. Dezember 2009 Schließung der Gemeinde Witten-Herbede, Integration in die Gemeinde Wetter-Wengern.
  - Witten, Stadtteil Stockum: 1984 wurde die Gemeinde Witten-Stockum selbständig, 11. Juni 1989 Kirche in Stockum eingeweiht, 6. April 2011 letzter Gottesdienst, Integration in die Gemeinde Witten-Mitte.[167]
  - Witten, Stadtteil Annen: August 2021 permanent geschlossen und enträumt, wird auf einen Verkauf vorbereitet.
- Wittlich: 2010 nach Traben-Trarbach eingemeindet.
- Wuppertal
  - Stadtbezirk Heckinghausen: 1988 erbaut, 2012 geschlossen.[168]
  - Ortsteil Nächstebreck: 1973 erbaut, 2012 geschlossen.[168]
  - Wohnquartier Varresbeck: um 1992 erbaut, um 2012 geschlossen,[168] an „Christengemeinde Wuppertal“ vermietet[169]
  - Ortsteil Ronsdorf: letzter Gottesdienst 25. September 2016.[170] Von 2015 bis September 2019 an WERA Gemeinde Wuppertal (auch Wera Wuppertal genannt) vermietet.
  - Ortsteil Barmen: 20. März 2022 hielt Bischof Ulrich Götte den letzten Gottesdienst[171]

- Moers-Kapellen: letzter Gottesdienst 2016.[172]
- Werther: 2011 profaniert.[173]
- Stolberg: profaniert 19. November 2012[174]
- Ennepetal-Voerde: 18. Juli 2010 profaniert[175]
- Marienheide: Schließung zum 29. Oktober 2006.